# Super Bowl XXIV
Super Bowl XXIV was de 24ste editie van de Super Bowl, een Americanfootballwedstrijd tussen de kampioenen van de National Football Conference en de American Football Conference waarin bepaald werd wie de kampioen werd van de National Football League voor het seizoen van 1989. Namens de NFC speelden de San Francisco 49ers en de AFC werd vertegenwoordigd door de Denver Broncos. De wedstrijd werd gespeeld op 28 januari 1990. San Francisco won de wedstrijd met 55–10, een record in de Super Bowl van hoogste score met 55 punten en met 45 punten de grootste marge tussen twee teams.

## Play-offs
Play-offs gespeeld na het reguliere seizoen. Dit was het laatste seizoen dat de play-offs met tien teams gespeeld werden, inclusief de twee wild card games. Vanaf 1991 geldt het huidige systeem met twaalf teams in de play-offs.
| Geplaatste teams | Geplaatste teams                    | Geplaatste teams                    | Geplaatste teams                     | Geplaatste teams                     |
| Plaats           | AFC                                 | AFC                                 | NFC                                  | NFC                                  |
| ---------------- | ----------------------------------- | ----------------------------------- | ------------------------------------ | ------------------------------------ |
| 1                | Denver Broncos (West-winnaar)       | Denver Broncos (West-winnaar)       | San Francisco 49ers (West-winnaar)   | San Francisco 49ers (West-winnaar)   |
| 2                | Cleveland Browns (Centraal-winnaar) | Cleveland Browns (Centraal-winnaar) | New York Giants (Oost-winnaar)       | New York Giants (Oost-winnaar)       |
| 3                | Buffalo Bills (Oost-winnaar)        | Buffalo Bills (Oost-winnaar)        | Minnesota Vikings (Centraal-winnaar) | Minnesota Vikings (Centraal-winnaar) |
|                  | AFC Wild Card Game                  | AFC Wild Card Game                  | NFC Wild Card Game                   | NFC Wild Card Game                   |
| 4                | Houston Oilers                      | 23                                  | Philadelphia Eagles                  | 7                                    |
| 5                | Pittsburgh Steelers                 | 26                                  | L.A. Rams                            | 21                                   |

|  | Divisional Play-offs      | Divisional Play-offs      |                              |    | NFC & AFC Championships | NFC & AFC Championships |  |  | Super Bowl XXIV | Super Bowl XXIV |
|  |                           |                           |                              |    |                         |                         |  |  |                 |                 |
|  |                           |                           |                              |    |                         |                         |  |  |                 |                 |
|  | Mile High Stadium, 7 jan. |                           |                              |    |                         |                         |  |  |                 |                 |
|  |                           |                           |                              |    |                         |                         |  |  |                 |                 |
|  | Denver Broncos            | 24                        |                              |    |                         |                         |  |  |                 |                 |
|  | Denver Broncos            | 24                        | Mile High Stadium, 14 jan.   |    |                         |                         |  |  |                 |                 |
|  | Pittsburgh Steelers       | 23                        |                              |    |                         |                         |  |  |                 |                 |
|  | Pittsburgh Steelers       | 23                        | Denver Broncos               | 37 |                         |                         |  |  |                 |                 |
|  | Cleveland Stadium, 6 jan. |                           | Denver Broncos               | 37 |                         |                         |  |  |                 |                 |
|  |                           | Cleveland Browns          | 21                           |    |                         |                         |  |  |                 |                 |
|  | Cleveland Browns          | Cleveland Browns          | 21                           | 34 |                         |                         |  |  |                 |                 |
|  | Cleveland Browns          |                           | Louisiana Superdome, 28 jan. | 34 |                         |                         |  |  |                 |                 |
|  | Buffalo Bills             | 30                        |                              |    |                         |                         |  |  |                 |                 |
|  | Buffalo Bills             | 30                        | Denver Broncos               | 10 |                         |                         |  |  |                 |                 |
|  | Candlestick Park, 6 jan.  |                           | Denver Broncos               | 10 |                         |                         |  |  |                 |                 |
|  |                           | San Francisco 49ers       | 55                           |    |                         |                         |  |  |                 |                 |
|  | San Francisco 49ers       | San Francisco 49ers       | 55                           | 41 |                         |                         |  |  |                 |                 |
|  | San Francisco 49ers       | Candlestick Park, 14 jan. |                              | 41 |                         |                         |  |  |                 |                 |
|  | Minnesota Vikings         | 13                        |                              |    |                         |                         |  |  |                 |                 |
|  | Minnesota Vikings         | 13                        | San Francisco 49ers          | 30 |                         |                         |  |  |                 |                 |
|  | Giants Stadium, 7 jan.    |                           | San Francisco 49ers          | 30 |                         |                         |  |  |                 |                 |
|  |                           | L.A. Rams                 | 3                            |    |                         |                         |  |  |                 |                 |
|  | New York Giants           | L.A. Rams                 | 3                            | 13 |                         |                         |  |  |                 |                 |
|  | New York Giants           |                           |                              | 13 |                         |                         |  |  |                 |                 |
|  | L.A. Rams                 | 19                        |                              |    |                         |                         |  |  |                 |                 |
|  | L.A. Rams                 | 19                        |                              |    |                         |                         |  |  |                 |                 |